# Gholam Hossein Koohi

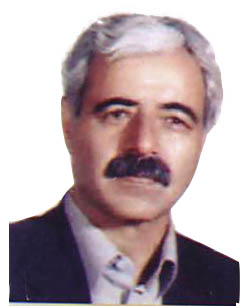
Gholam Hossein Koohi

Gholam Hossein Koohi (persisch غلام حسین کوهى) (* 10. Januar 1951) ist ein ehemaliger iranischer Radrennfahrer.

## Sportliche Laufbahn
Koohi war im Straßenradsport und im Bahnradsport aktiv. Er war Teilnehmer der Olympischen Sommerspiele 1972 in München. Im Mannschaftszeitfahren kam der Iran mit Khosro Haghgosha, Mohamed Khodavand, Gholam Hossein Koohi und Behrouz Rahbar auf den 32. Rang. In der Mannschaftsverfolgung scheiterte der Vierer mit Khosro Haghgosha, Mohamed Khodavand, Gholam Hossein Koohi und Behrouz Rahbar in der Qualifikation.
Koohi nahm auch an den Olympischen Sommerspielen 1976 in Montreal teil. Im Mannschaftszeitfahren kam der iranische Straßenvierer mit Asghar Khodayari, Hassan Aryanfard, Khosro Haghgosha und Gholam Hossein Koohi auf den 24. Platz. In der Einerverfolgung schied er in der Qualifikation aus.
Bei den Asienspielen 1974 gewann er die Goldmedaille im Mannschaftszeitfahren. Im Straßenrennen gewann er die Silbermedaille hinter Behrouz Rahbarin.